# Real Unión Irún
Real Unión Club ist ein spanischer Fußballverein aus der baskischen Stadt Irun. Der Club gehörte 1928 zu den Gründungsmitgliedern der Primera División, in der er vier Jahre lang spielte, und spielt gegenwärtig in der drittklassigen Primera Federación.
Real Unión hat insgesamt viermal den spanischen Pokal (zu jener Zeit die einzige gesamtspanische Meisterschaft) gewonnen.

## Geschichte
Real Unión entstand 1915 aus der Fusion von Irún Sporting Club und Racing Club de Irún. Letztere hatten bereits 1913 den spanischen Fußballpokal gewonnen. Der Verein trug vorerst den Namen Union Club Irún, bevor Alfons XIII. dem Klub den Zusatz Real (span. für königlich) verlieh. Während der zweiten spanischen Republik verschwand dieser Zusatz aufgrund des Verbotes monarchistischer Symbole wieder kurzfristig. Real Unión gewann drei weitere Male den spanischen Pokal, 1918 und 1924 jeweils im Finale gegen Real Madrid und 1927 gegen Arenas Club de Getxo. 1922 verlor man erst im Endspiel gegen den FC Barcelona. Im Jahre 1932, in der vierten Saison nach Gründung der Liga, verlor der Verein die Kategorie, und konnte seither nicht mehr in die Primera División aufsteigen. Die Saison 2008/09  konnte Real Unión als Meister der Segunda División B – Gruppe 1 abschließen und qualifizierte sich so für die Playoffs zur zweiten Liga. In der ersten Runde scheiterte man noch am FC Cádiz, der Verein konnte sich aber nach einem Sieg und einem Unentschieden in der zweiten Playoffrunde gegen CE Sabadell durchsetzen und erreichte somit erstmals seit der Saison 1964/65 wieder die Zweitklassigkeit. Allerdings stieg der Verein nach nur einer Saison als Tabellenvorletzter wieder ab.
In der Saison 2019/20 erreichte der Verein nur den 17. Platz der Segunda División B – Gruppe 2, aufgrund der COVID-19-Pandemie erfolgte allerdings kein Abstieg in die Tercera División.

## Erfolge
- Copa del Rey (4):
  - 1913, 1918, 1924, 1927

## Spieler
- René Petit (1917–1920, 1920–193?)
- Manuel Anatol Arístegui (1920–1922, 1923–1926)
- Luis Regueiro (1924–1931)
- Santiago Urtizberea (1924–1932, 1934–1936)
- Javier Irureta (1965–1967)
- Roberto López Ufarte (1974–1975)

## Trainer
- Steve Bloomer (1923–1925)